# Конопля в Грузии
Конопля в Грузии разрешена законом для личного употребления, начиная с 30 июля 2018 года.

## Возделывание
В Грузии выращивают небольшие количества конопли, в основном для местного употребления. С 2005 года Грузия также служила транзитным маршрутом для наркотиков, направлявшихся из Центральной Азии в Россию и Европу.

## Правоприменение
В Грузии существует строгая антинаркотическая политика, согласно которой правонарушители могут быть заключены в тюрьму на срок до 14 лет. Правозащитная группа White Noise Movement заявляет, что более 100 человек ежедневно проходят тестирование на наркотики в грузинской полиции.
После ужесточения антинаркотического законодательства в 2006 году в Грузии собрали 11,3 млн. долларов США в виде штрафов, связанных с наркотиками, за первый же год.

## Реформа
Начиная с 2013 года прозвучало несколько призывов к декриминализации марихуаны от различных правозащитных групп, а также оппозиционных политиков. Государство остаётся на позиции против этого. В октябре 2015 года Конституционный суд Грузии постановил, что норма Конституции страны о тюремном заключении за личное употребление марихуаны «слишком строгая» и нуждается в смягчении. Далее, в декабре 2016 года, суд заявил, что тюремное заключение за употребление небольшого количества марихуаны, а также его приобретение, хранение и производство для личного употребления было неконституционным.
30 июля 2018 года Конституционный суд Грузии узаконил употребление марихуаны.

### Протесты
В декабре 2016 года движение White Noise Movement провело акцию протеста у здания парламента, требуя декриминализации наркотиков, включая и коноплю.
В новогоднюю ночь 2016 года активисты партии «Гирчи» посадили ростки конопли в 84 горшках в штаб-квартире партии в нарушение антинаркотической политики Грузии. Прибывшие грузинские полицейские изъяли растения, но не предъявили членам партии обвинений ни в каком уголовном преступлении.